# جورج أنطونيوس
جورج حبيب أنطونيوس (1892 دير القمر -1942) أول مؤرخ للقومية العربية.
ولد جورج أنطونيوس في دير القمر وتخرج من جامعة كامبردج حيث حصل على شهادةٍ في الهندسة أهلته للعمل في بلدية الإسكندرية، غير أنه مالبث أن انتقل إلى فلسطين والتحق بدائرة المعارف حيث وصل إلى منصب مساعد المدير العام. عمل سكرتيراً للوفد العربي إلى مؤتمر المائدة المستديرة في لندن عام 1939.
ترك العمل الحكومي وانبرى في خدمة القضايا العربية والدفاع عن عروبة فلسطين عن طريق المؤتمرات والمباحثات التي كانت تجري ذلك الحين. أهم مؤلفاته كتاب "The Arab Awakening" «يقظة العرب، تاريخ حركة العرب القومية» كتبه باللغة الإنجليزية وبذل جهداً كبيراً لجمع مصادره وإتمامه. أصبح كتابه تأريخاً لحركة القومية العربية الحديثة حتى وقته (1938) كما يقول نبيه أمين فارس في تقديمه للكتاب.
عزا أنطونيوس القومية العربية لحكم محمد علي باشا في مصر وقال إنها وليدة الاحتكاك والتأثر بالغرب وخاصة نشاط المبشرين البروتستانت من بريطانيا والولايات المتحدة، ورأى أن دور الجامعة الأمريكية في بيروت (واسمها الأصلي «الكلية السورية الإنجيلية») كان مركزياً في تطور القومية العربية.

## معرض صور

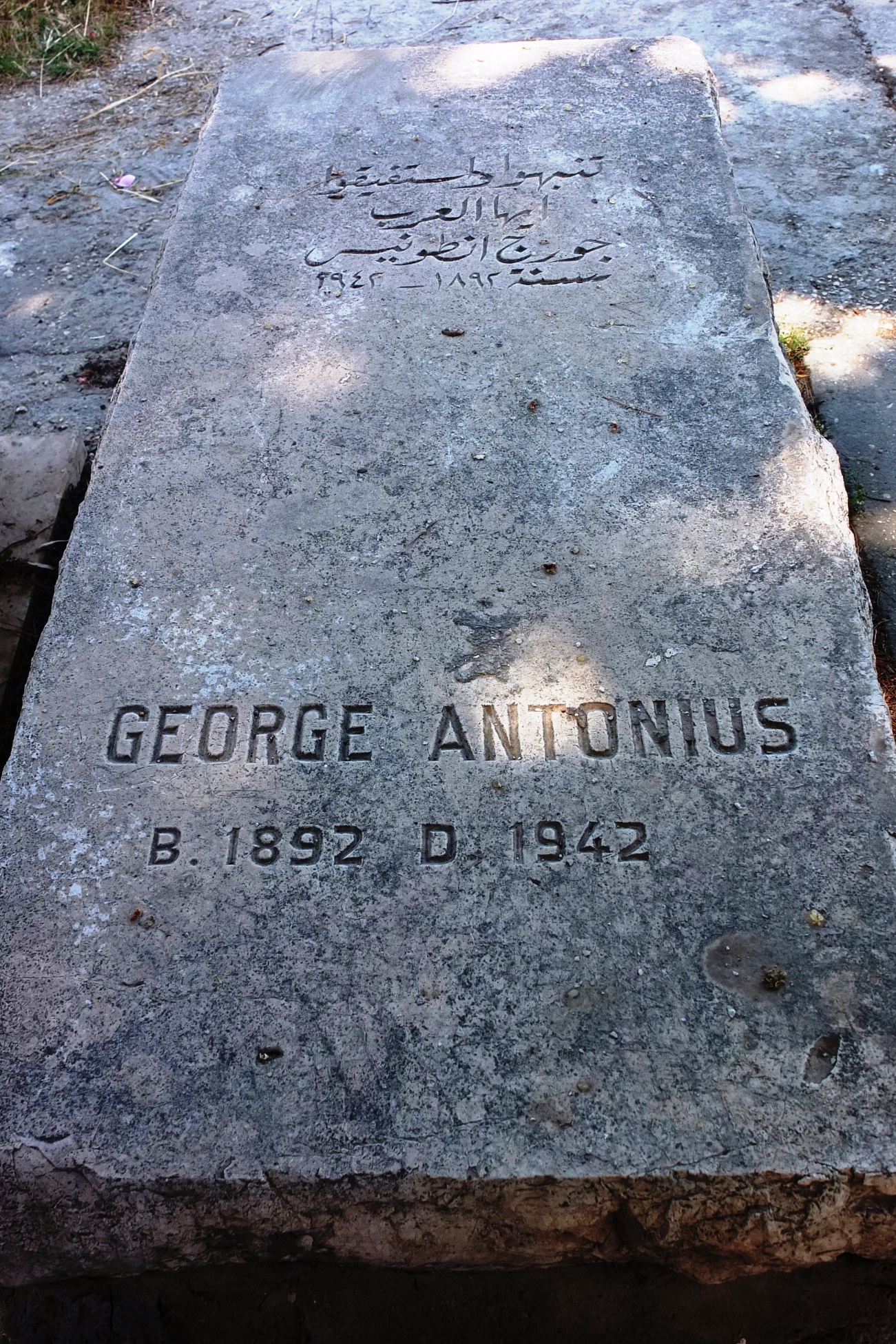
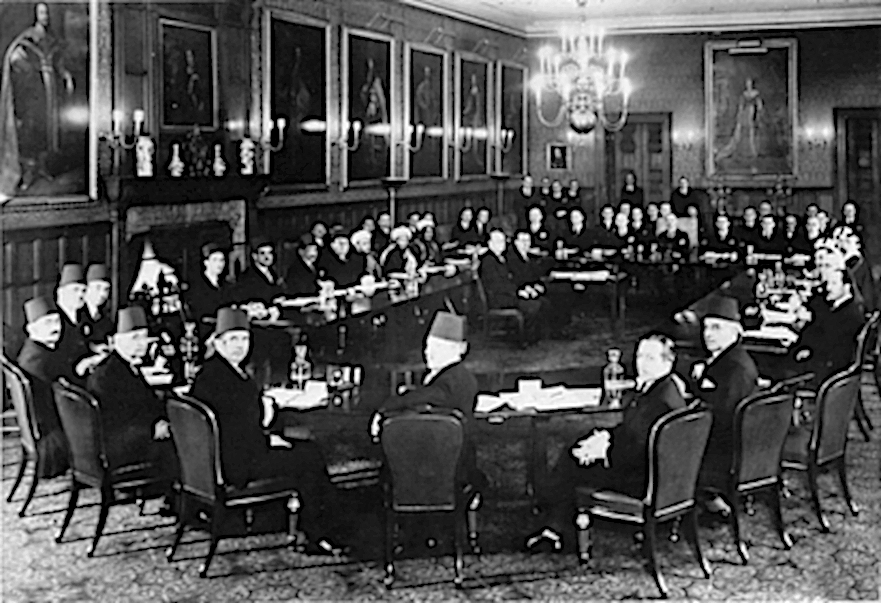
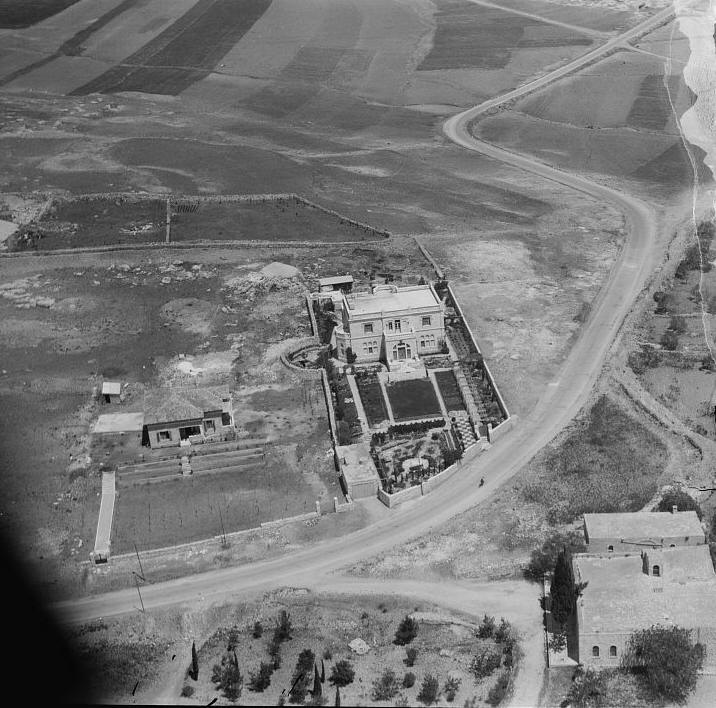

## مواقع خارجية
- الطموح والعروبة وجورج أنطونيوس بقلم مارتن كارمر. (بالإنجليزية)
- وثائق الخيانة الغربية والمعارضة العربية من كتاب يقظة العرب. (بالإنجليزية)